# Tomi (rivière)
La Tomi est une rivière de République centrafricaine, affluent de la rivière Oubangui donc un sous-affluent du fleuve Congo.

## Géographie
La Tomi est longue de 85 km, avec un dénivelé total de 201 m ; elle arrose la localité de Sibut, où son débit moyen est variable, oscillant en 102 m3/s (en 1991) et 154 m3/s (en 1966). Son bassin collecteur s'étend sur 2 380 km2.

## Histoire
Les sources de la Tomi furent décrites pour la première fois en juillet 1898 par les explorateurs Toussaint Mercuri et Ferdinand de Béhagle lors de leurs voyages commerciaux dans la région.